# Werner Michael Bahlsen
Werner Michael Bahlsen (* 13. April 1949 in Göttingen) ist ein deutscher Manager und CDU-Politiker. Er war von 2015 bis 2019 Präsident des Wirtschaftsrats der CDU.
Bahlsen war von 1987 bis 2018 Mitglied der Geschäftsführung der Bahlsen GmbH & Co KG. Seit 2018 ist er Verwaltungsratsvorsitzender.

## Familie
Sein Vater war Werner Bahlsen, Bruder des kinderlosen Klaus Bahlsen (1908–1991) und von Hans Bahlsen (1901–1959) mit Sohn Hermann Bahlsen jr. (1927–2014), dem langjährigen Geschäftsführer der Bahlsen-Gruppe. Er hat zwei Geschwister: Andrea Bettina Bahlsen (* 2. Juli 1944; † 15. Oktober 1998, später verheiratete Freifrau von Nordeck zu Nordeck) und  Lorenz Hermann Alexander Bahlsen (* 12. Dezember 1947; † Oktober 2023). Er ist Vater einer Tochter, Verena Bahlsen.

## Leben
Werner Michael Bahlsen besuchte von 1959 bis 1968 das Kaiser-Wilhelm- und Ratsgymnasium Hannover und schloss dieses 1968 mit dem Abitur ab. Er lernte dann in Göttingen Konditor und studierte ab 1970 Betriebs- und Volkswirtschaft an den Universitäten Zürich und Genf, woran sich mehrere Praktika in Großbritannien und den USA anschlossen.
1975 trat er als Assistent der Geschäftsleitung in die Bahlsen International Holding AG ein, die in der Schweiz die Auslandsgeschäfte des Familienkonzerns koordinierte. Im folgenden Jahr übernahm er die Leitung der spanischen Tochterfirma Loste-Bahlsen, S.A. in Madrid, an der Bahlsen vier Jahre zuvor eine Mehrheitsbeteiligung erreicht hatte. Als er in Frankreich die Biscuiterie de la Baie du Mont Saint Michel übernehmen wollte, zogen sich die Verhandlungen hin.
1977 kehrte er zurück und übernahm im Stammwerk die Leitung des Bereichs Kuchenfertigung und 1981 auch die Verantwortung für die Produktentwicklung. 1982 wurde er Delegierter des Verwaltungsrats von Bahlsen International.
Nachdem sein Vater Ende 1985 gestorben war, wurde Werner Michael 1987 Mitglied der Unternehmensleitung. Nach der Wende 1989/90 mit Expansion in die neuen Bundesländer, nach Osteuropa und in die USA kam es zu einem Familienstreit über den künftigen Kurs der Geschäftsführung. Hermann ließ sich 1996 mit der Tochtergesellschaft Austin Quality Foods in den USA abfinden und schied bei der Bahlsen KG als Gesellschafter aus.
2018 erklärte Werner Michael Bahlsen mit dem Wechsel in den Verwaltungsrat seinen Rückzug aus dem operativen Geschäft.

## Politische Positionen
Bahlsen war von 2015 bis 2019 Präsident des Wirtschaftsrats der CDU. 2010 gehörte er zu den Unterzeichnern des Energiepolitischen Appells, der sich für Kohle- und Atomenergie einsetzte.